# Anthony Yeboah
Anthony ("Tony") Yeboah (Kumasi, 6 juni 1964) is een voormalig 
Ghanees voetballer. Hij was speler van 1.FC Saarbrücken, Eintracht Frankfurt, Leeds United en Hamburger SV. Hij werd tweemaal topschutter van de Ghanese eerste klasse (1986, 1987) en tweemaal van de Bundesliga (1993, 1994).
Yeboah speelde in totaal 59 interlands voor de Ghanese nationale ploeg, daarin kon hij 29 doelpunten scoren.
Na zijn carrière werd hij voorzitter van voetbalclub Bechem Chelsea.

## Clubstatistieken
| Periode     | Club                | Duels | Goals | Opmerkingen                    |
| ----------- | ------------------- | ----- | ----- | ------------------------------ |
| 1981 - 1983 | Asante Kotoko       | 50    | 30    |                                |
| 1983 - 1985 | Cornerstones Kumasi | 65    | 68    |                                |
| 1986 - 1987 | Okwawu United       | 35    | 35    |                                |
| 1988 - 1990 | 1. FC Saarbrücken   | 65    | 26    |                                |
| 1990 - 1995 | Eintracht Frankfurt | 123   | 68    |                                |
| 1995 - 1997 | Leeds United AFC    | 47    | 24    | Eerste helft 1995 op huurbasis |
| 1997 - 2001 | Hamburger SV        | 100   | 28    |                                |
| 2001 - 2003 | Al-Ittihad Doha     | 30    | 11    |                                |

## Erelijst
- Topscorer Ghanese Premier League: 1986 en 1987
- Topscorer Bundesliga: 1992/1993 en 1993/1994

## Leeftijd
Enkele jaren na zijn actieve carrière gaf hij in een interview toe niet in 1966 maar in 1964 geboren te zijn.